# Shawn Rojeski
Shawn Rojeski (* 21. Januar 1972 in Virginia, Minnesota) ist ein US-amerikanischer Curler.
An der Juniorenweltmeisterschaft 1991 in Glasgow gewann Rojeski die Bronzemedaille, 
Der sechste Platz an der WM 2005 berechtigte sein Team zur Teilnahme am Turnier bei den Olympischen Winterspielen 2006; dort gewann er die Bronzemedaille.